# Хенг (буква)
Ꜧ, ꜧ (хенг) — буква расширенной латиницы. Использовалась в ранних транскрипциях майяских языков и в некоторых других языках.

## Использование
В ранних транскрипциях майяских языков употреблялась на конце слов, где могла обозначать увулярный фрикативный согласный.
Иногда используется фонологистами для записи гипотетической фонемы в английском языке, которая включает [h] и [ŋ], как аллофоны, — чтобы проиллюстрировать ограниченную целесообразность минимальных пар для различения фонем. Как правило, /h/ и /ŋ/ рассматриваются как отдельные фонемы в английском языке даже несмотря на невозможность минимальных пар из-за их дополнительной дистрибуции.

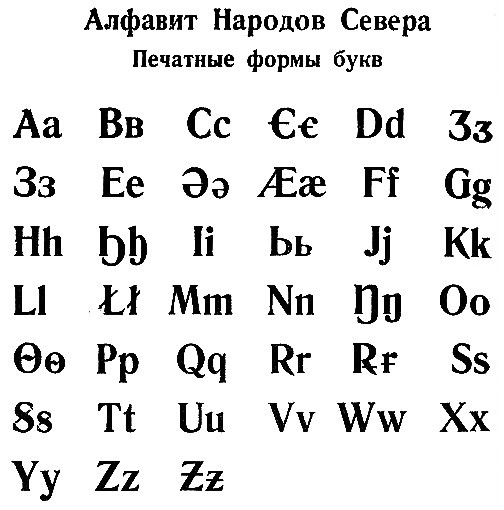
Единый северный алфавит

 Исторически использовалась в осетинском и ингушском латинизированных алфавитах и в Едином северном алфавите (для ненецкого, мансийского, хантыйского, кетского, и нивхского языков), где имела заглавную форму .